# Třída C a D
Třída C a D byla třída torpédoborců sloužících v britského královského námořnictva z období druhé světové války. Postaveno jich bylo celkem 14 jednotek této třídy, včetně dvou vůdčích lodí torpédoborců HMS Kempenfelt a HMS Duncan. Za druhé světové války bylo devět torpédoborců ztraceno. Ostatní byly po válce vyřazeny. Jediným zahraničním uživatelem třídy byla Kanada.

## Stavba
Jednalo se o zvětšenou upravenou verzi předcházející třídy B s větší zásobou paliva (o 20%) a výzbrojí posílenou o jeden 76mm kanón. Pro zachování rychlosti byl mírně zvýšen výkon pohonného systému. Vůdčí lodě měly větší posádku a dodatečné prostory pro ubytování a práci štábu. V letech 1930–1932 byla postavena vůdčí loď a čtyři torpédoborce třídy C. Stavba dalších čtyř plánovaných torpédoborců třídy C byla zrušena kvůli ekonomické krizi. V letech 1931–1933 následovalo dalších osm torpédoborců třídy D s jejich vůdčí lodí. Plavidla dostala jména začínající písmeny C a D.
Jednotky třídy C a D:
| Jméno            | Loděnice                   | Založení kýlu | Spuštění na vodu  | Přijetí do služby  | Status |
| ---------------- | -------------------------- | ------------- | ----------------- | ------------------ | --- |
| Kempenfelt (D18) | White                      | 1930          | 29. října 1931    | 30. května 1932    | Vůdčí loď třídy C. Od října 1939 kanadský HMCS Assiniboine. Dne 10. listopadu 1945 ztroskotal na ostrově prince Edvarda.                    |
| Comet (H00)      | Portsmouth Dockyard        | 1930          | 30. září 1931     | 2. června 1932     | Od června 1938 kanadský HMCS Restigouche. Prodán do šrotu 1946.                                                                             |
| Crescent (H48)   | Vickers-Armstrongs, Barrow | 1930          | 29. září 1931     | 15. dubna 1932     | Od února 1937 kanadský HMCS Fraser. Dne 25. června 1940 se potopil u francouzského pobřeží po kolizi s lehkým křižníkem HMS Calcutta (D82). |
| Crusader (H60)   | Portsmouth Dockyard        | 1930          | 30. září 1931     | 2. května 1932     | Od června 1938 kanadský HMCS Ottawa. Dne 14. září 1942 potopen u kanadského pobřeží německou ponorkou U-91.                                 |
| Cygnet (H83)     | Vickers-Armstrongs, Barrow | 1930          | 29. září 1931     | 15. dubna 1932     | Od února 1937 kanadský HMCS St. Laurent. Prodán do šrotu 1947.                                                                              |
| Duncan (D99)     | Portsmouth Dockyard        | 1931          | 7. července 1932  | 31. března 1933    | Vůdčí loď třídy D. Prodán do šrotu 1945. |
| Dainty (H53)     | Fairfield                  | 1931          | 3. května 1932    | 22. prosince 1932  | Dne 24. února 1941 potopen u Tobruku německými bombardéry Ju-88.                                                                            |
| Daring (H16)     | Thornycroft                | 1931          | 7. dubna 1932     | 25. listopadu 1932 | Dne 18. února 1940 u pobřeží Skotska potopen německou ponorkou U-23.                                                                        |
| Decoy (H75)      | Thornycroft                | 1931          | 7. června 1932    | 17. ledna 1933     | Od dubna 1943 kanadský HMCS Kootenay. Prodán do šrotu 1946.                                                                                 |
| Defender (H07)   | Vickres-Armstrongs, Barrow | 1931          | 7. dubna 1932     | 31. října 1932     | Dne 11. července 1941 u Tobruku těžce poškozen německými bombardéry. Během vlečení do bezpečí se potopil v oblasti Sidi Barrani.            |
| Delight (H38)    | Fairfield                  | 1931          | 2. června 1932    | 31. ledna 1933     | Dne 29. července 1940 poblíž Portlandu těžce poškozen německými bombardéry Ju 87. Byl odvlečen do přístavu, kde se v noci potopil.          |
| Diamond (H22)    | Vickres-Armstrongs, Barrow | 1931          | 8. dubna 1932     | 3. listopadu 1932  | Dne 27. dubna 1941 poblíž mysu Malea na Peloponésu potopen německými bombardéry Ju 88.                                                      |
| Diana (H49)      | Palmers                    | 1931          | 16. června 1932   | 21. prosince 1932  | Od září 1940 kanadský HMCS Margaree. Dne 22. října 1940 se potopil v severním Atlantiku po kolizi s obchodní lodí MV Port Fairy.            |
| Duchess (H64)    | Palmers                    | 1931          | 19. července 1932 | 27. ledna 1933     | Dne 12. prosince 1939 se potopil u pobřeží Skotska po kolizi s bitevní lodí HMS Barham (04).                                                |

## Konstrukce

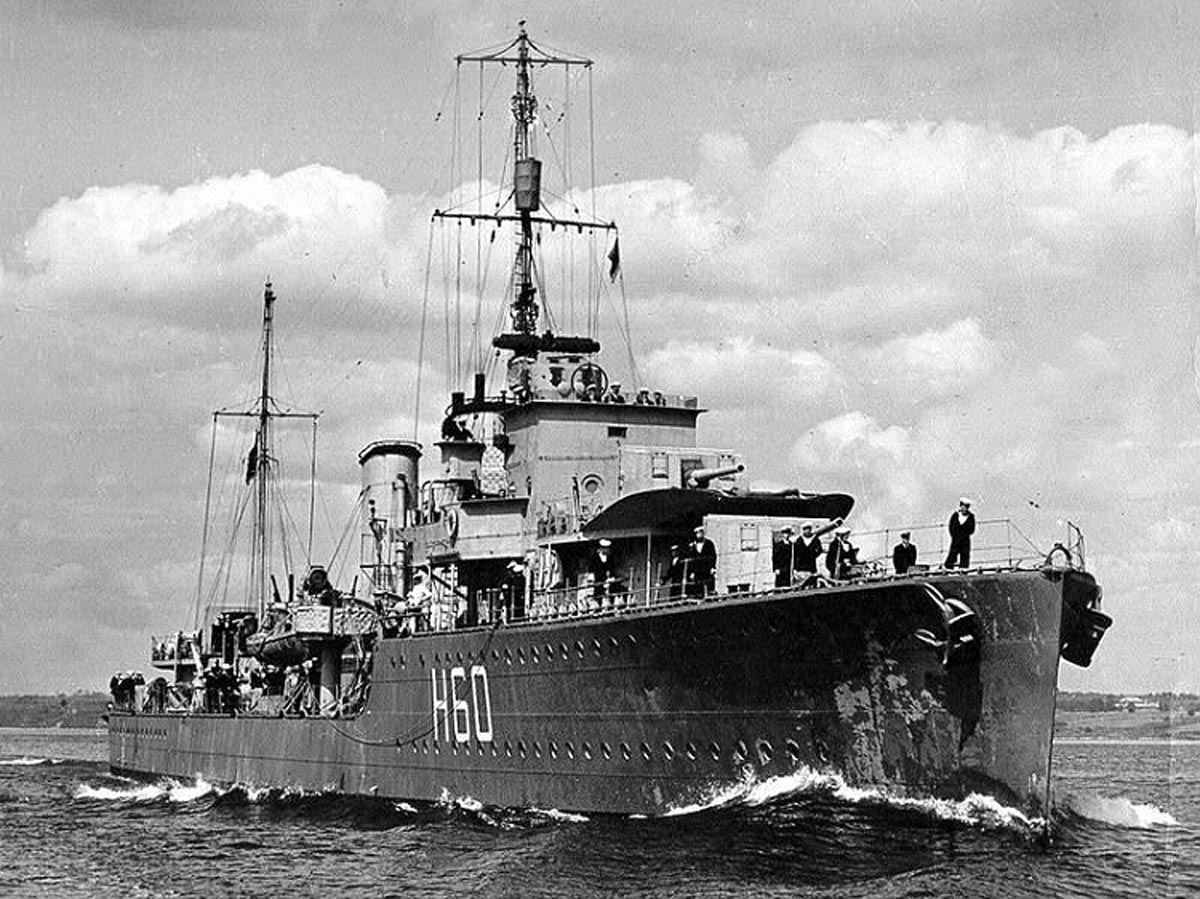
HMCS Ottawa (ex Crusader)

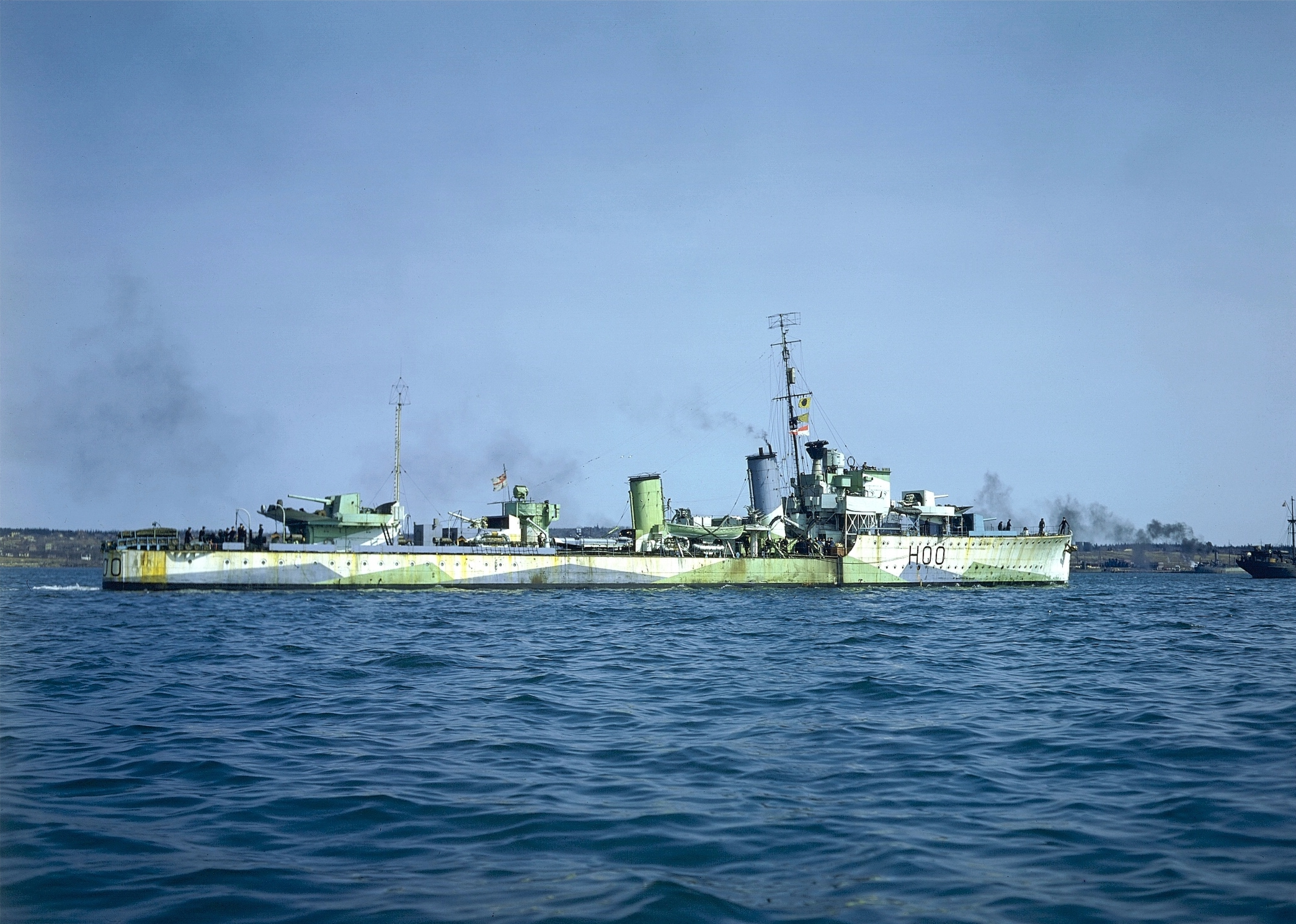
HMCS Restigouche (ex Comet)

Torpédoborce třídy C po dokončení nesly čtyři 120mm/45 kanóny QF Mk.IX, umístěné v jednodělových věžích. Protiletadlovou výzbroj tvořil jeden 76mm kanón a dva 40mm kanóny Pom-pom. Nesly též dva čtyřhlavňové 533mm torpédomety. K napadání ponorek sloužily dva vrhače a jedna skluzavka pro svrhávání hlubinných pum. Pohonný systém tvořily tři tříbubnové kotle Admiralty (pouze Kempenfelt měl kotle Yarrow) a dvoje parní turbíny Parsons o výkonu 36 000 hp. Nejvyšší rychlost dosahovala 36 uzlů.

### Modifikace
Torpédoborce Dainty, Decoy, Delight a Duchess nenesly 40mm kanóny, nýbrž osm 12,7mm kulometů v bateriích po čtyřech. Na třídě C byl před válkou odstraněn 76mm kanón. Za války byla přeživší plavidla upravena na eskortní torpdoborce. Obvyklá výzbroj byla tři 120mm kanóny, šest 20mm kanónů, čtyři 533mm torpédomety a salvový vrhač hlubinných pum Hedgehog.

## Operační služba
Za druhé světové války byly ztraceny dvě jednotky třídy C a dalších sedm třídy D.

## Zahraniční uživatelé
Kanada
Všechny čtyři jednotky třídy C včetně jejich vůdčí lodě získala ve 30. letech Kanada. Kanadské námořnictvo je provozovalo jako Assiniboine (ex Kempenfelt), Restigouche (ex Comet), Ottawa (ex Crusader), St. Laurent (ex Cygnet) a Fraser (ex Crescent). Během druhé světové války byly získány ještě torpédoborce Diana a Decoy, přejmenované na Margaree a Kootenay. Celkem tak kanadské námořnictvo provozovalo sedm jednotek této třídy. Čtyři kanadské torpédoborce byly během služby ztraceny.